# Ismate y Chilapilla 1.ª Sección
Ismate y Chilapilla 1.ª Sección es una localidad del municipio de Centro ubicado en la subregión centro del estado mexicano de Tabasco.

## Geografía
La localidad de Ismate y Chilapilla 1.ª Sección se sitúa en las coordenadas geográficas 17°58′08″N 92°39′33″O / 17.968889, -92.659167, a una elevación de 9 metros sobre el nivel del mar.

## Demografía
Según el Censo de Población y Vivienda 2020, efectuado por el Instituto Nacional de Estadística y Geografía, la localidad de Ismate y Chilapilla 1.ª Sección tiene 651 habitantes, de los cuales 324 son del sexo masculino y 327 del sexo femenino. Su tasa de fecundidad es de 2.41 hijos por mujer y tiene 214 viviendas particulares habitadas.
| Gráfica de evolución demográfica de Ismate y Chilapilla 1.ª Sección entre 1910 y 2020 |
|                                                                                       |
| INEGI.                                                                                |